# El Cerrito Place
«El Cerrito Place» — песня американского кантри-певца и автора-исполнителя Кенни Чесни, вышедшая 14 мая 2012 года в качестве третьего сингла из его 14-го студийного альбома Welcome to the Fishbowl (2012) на лейблах Blue Chair и Columbia Nashville.

## История
Песня, написанная Китом Гэттисом, была первоначально записана Гэттисом в 2002 году для его собственного альбома Big City Blues. Затем Чарли Робисон записал её для своего альбома 2004 года Good Times. Версия Робисона была выпущена как сингл и музыкальное видео, но сингл не попал в чарты. Бэк-вокал в версии Робисона исполнила Натали Мэнс из группы The Chicks. В версии Чесни бэк-вокал исполнила Грейс Поттер, с которой он записал свой сингл 2011 года «You and Tequila».
Песня в среднем темпе, в которой рассказчик-мужчина тоскует по потерянной возлюбленной в Калифорнии. Чесни сказал о песне, что ему нравилась версия Робисона в течение нескольких лет, и что «в этой песне есть определённая тоска, которая во многом мне близка. Это желание чего-то, чего, очевидно, нет». Робисон высоко оценил версию Чесни, сказав, что он «проделал хорошую работу».

## Отзывы
Песня получила положительные отзывы от музыкальных критиков. Чет Флиппо в статье об истории песни для CMT сказал, что «это одна песня, которая в своих разных итерациях связывает прошлое и настоящее. Она действительно демонстрирует силу одной песни». Билли Дьюкс из Taste of Country дал песне 4 ½ звезды из 5, сказав, что это «возможно, самое эмоциональное выступление в его карьере. Очевидно, что он опирается на свой собственный опыт, рассказывая историю человека, который ищет свою любовь и, возможно, свою душу».

## Чарты
| Чарт (2012—2013)                  | Высшая позиция |
| --------------------------------- | -------------- |
| Канада (Billboard Country)        | 31             |
| США (Billboard Hot 100)           | 72             |
| США (Billboard Hot Country Songs) | 17             |
| США (Billboard Country Airplay)   | 10             |

| Чарт (2012)                      | Позиция |
| -------------------------------- | ------- |
| US Hot Country Songs (Billboard) | 79      |

| Чарт (2013)                      | Позиция |
| -------------------------------- | ------- |
| US Country Airplay (Billboard)   | 76      |
| US Hot Country Songs (Billboard) | 86      |

## Сертификации
| Регион                                                                      | Сертификация | Продажи |
| --------------------------------------------------------------------------- | ------------ | ------- |
| США (RIAA)                                                                  | Золотой      | 500 000 |
| Данные о продажах + прослушиваниях приведены только на основе сертификации. |              |         |

### Комментарии
1. ↑  Название песни относится к апартаментам El Cerrito Place Apartments у подножия Голливудских холмов в районе Голливуд Лос-Анджелеса, штат Калифорния, где Гэттис жил во время написания и записи песни. Название песни это тёзка улицы, отходящей от Франклин-авеню, что начинается чуть севернее пересечения Ла-Бреа-авеню и Голливудского бульвара, что согласуется с текстом песни.